# Chameleon (album Helloween)
Chameleon  to album zespołu Helloween. Jest to ostatnia płyta, na której słyszymy Michaela Kiske (po tym albumie odszedł z zespołu) oraz Ingo Schwichtenberga (zginął 8 marca 1995). Na płytę chyba największy wpływ miał Michael Kiske, który napisał większość tekstów.

## Lista utworów
1. "First Time" (Weikath) - 5:30
2. "When the Sinner" (Kiske) - 6:54
3. "I Don't Wanna Cry No More" (Grapow) - 5:11
4. "Crazy Cat" (Grapow) - 3:29
5. "Giants" (Weikath) - 6:40
6. "Windmill" (Weikath) - 5:06
7. "Revolution Now" (Weikath) - 8:04
8. "In the Night" (Kiske) - 5:38
9. "Music" (Grapow) - 7:00
10. "Step Out of Hell" (Grapow) - 4:25
11. "I Believe" (Kiske) - 9:12
12. "Longing" (Kiske) - 4:15

## Twórcy
- Michael Kiske - śpiew
- Roland Grapow - gitara prowadząca
- Michael Weikath - gitara rytmiczna
- Markus Grosskopf - gitara basowa
- Ingo Schwichtenberg - perkusja

Gościnny występ
- Axel Bergstedt - Dyrygent, Organy w "I Believe"
- Chór dziecieco Johann Sebastian Bach, Hamburg w "I Believe"
- Stefan Pintev - skrzypce